# الوسام الملكي الفكتوري
الوسام الملكي الفكتوري (بالإنجليزية:  Royal Victorian Medal)‏ هو وسام سلالة الفارس الذي أنشأته الملكة فيكتوريا عام 1896، تعترف بالخدمة الشخصية المتميزة لملك عوالم الكومنولث (افراد من أسرة الملك، أو أي نائب أو ممثل كبير للملك)الملك الحالي هو الملك تشارلز الثالث  ، ملك النظام، وشعار النظام هو فيكتوريا، ويومه الرسمي هو 20 يونيو وكنيسة النظام هي كنيسة سافوي في لندن.
لا يوجد حد لعدد الأفراد الذين تم تكريمهم في أي درجة، ويبقى القبول وفقًا لتقدير الملك، مع كل من الصفوف الخمسة للنظام وميدالية واحدة مع ثلاثة مستويات تمثل مستويات مختلفة من الخدمة، في حين أن كل من يتم تكريمهم قد يستخدمون الأسلوب المحدد للنظام حيث يمنح الدرجتان الأوليتان لقب فارس، وكل الصفوف تمنح رسائل مميزة بعد الاسم. الأسبقية في الترتيب الفيكتوري الملكي بين الأوسمة الأخرى تختلف من مملكه لأخرى والقبول في بعض الدرجات قد يتم حظرها على مواطني تلك الممالك من خلال سياسة الحكومة. 
قبل نهاية القرن التاسع عشر، تم منح السيادة معظم الأوسمة العامة داخل الإمبراطورية البريطانية بناءً على نصيحة من وزراءها البريطانيين، الذين أرسلوا في بعض الأحيان مشورة من وزراء التاج في السيادة والمستعمرات (التعيينات الأكثر طلباً كانت كبار الفروسية، وسام النبالة الأكثر رواجًا والأكثر نبلًا والأشهر من الشوك، تم إصدارها بناءً على مشورة وزارية منذ القرن الثامن عشر ولم تتم إعادتها إلى الهدية الشخصية للملك حتى 1946 و 1947، على التوالي). وبذلك تكون الملكة فيكتوريا قد أسست في 21 أبريل 1896 وسام الفيكتوري الملكي باعتباره وسامًا مبتدئًا وشخصيًا للفارس الذي سمح لها ان تضفي مباشرةً على تكريم المجتمع على نطاق الإمبراطورية للخدمات الشخصية. تأسست المنظمة قبل عام من اليوبيل الماسي في فيكتوريا، وذلك لمنح الملكة الوقت لاستكمال قائمة المجندين الأوائل. تم الاحتفال باليوم الرسمي للنظام في 20 يونيو من كل عام، بمناسبة ذكرى وصول الملكة فيكتوريا إلى العرش. 
في عام 1902، أنشأ الملك إدوارد السابع السلسلة الفيكتورية الملكية «كزينة شخصية لشخصيات ملكية وعدد قليل من الشخصيات البريطانية البارزة» وكان أعلى فئة من النظام الفيكتوري الملكي اما اليوم فالامر مختلف، على الرغم من أنه تم إصداره رسميًا بواسطة مكتب الوسام الفيكتوري الملكي.
بعد عام 1931، عندما أصبح قانون وستمنستر إلى حيز الوجود وأصبحت ممتلكات الإمبراطورية البريطانية دولًا مستقلة، تساوي في وضعها بريطانيا، ظل النظام الملكي الفيكتوري شرفًا مفتوحًا لجميع ممالك الملك وهكذا، كما هو الحال مع الملك الذي منحها، فإن الأمر لم يعد بريطانيًا خالصًا. كان الأمر مفتوحًا للأجانب منذ بدايته، وكان محافظ ألب ماريتيم وعمدة نيس أول من حصل على هذا الشرف في عام 1896. 
الضباط والرتب 
الملك الحاكم هو في قمة النظام الملكي الفيكتوري باعتباره صاحب السيادة، يليه سيد الكبار، تم إنشاء هذا المنصب الأخير في عام 1937 واحتلت من قبل الملكة إليزابيث (فيما بعد الملكة الأم) من ذلك التاريخ حتى وفاتها في عام 2002. ثم عيّنت الملكة إليزابيث الثانية ابنتها آن (الاميره الملكية) في هذا المنصب في عام 2007، يوجد اسفل سيد الكبار خمسة مسؤولين في المنظمة: المستشار الذي عينه اللورد تشامبرلين؛ السكرتير الذي احتفظ به حارس محفظة الملكة وأمين الصندوق للملكة؛ المسجل، الذي يحتفظ به سكرتيرالمكتب المركزي لأوامر الفارس؛ القسيس، الذي عينه قسيس كنيسة الملكة في سافوي. 
اتبع بعد ذلك أولئك الذين تم تكريمهم بدرجات مختلفة من الترتيب، مقسمًا إلى خمسة مستويات: اعلى اثنين يمنحون رتبة الفارس وكلهم يحملون رسائل مميزه ما بعد الاسم، وأخيراً، حاملو الميدالية الفيكتورية الملكية إما بالذهب أو الفضة أو البرونز، يمكن قبول الأجانب كأعضاء شرف ولا توجد حدود لعدد أي درجة والترقية ممكنة، لا يتم استخدام أساليب الفارس من قبل الأمراء أو الأميرات أو الأقران في صفوف المجتمع الأعلى، إلا عندما يتم كتابة أسمائهم بأكثر أشكالها في معظم المناسبات الرسمية. عادة ما يتم تعيين عمداء التقاعد المتقاعدين من كنيسة القديس جورج الملكية في قلعة وندسور ودير وستمنستر في منصب قائد الفرسان؛ لا يستخدم رجال الدين المعينون في المستويات العليا من النظام الملكي الفيكتوري الأنماط المرتبطة، ومع ذلك لا يُسمح للأعضاء الفخريين بالاحتفاظ بها على الإطلاق
قبل عام 1984، تم تصنيف درجات الملازم والعضو كأعضاء (من الدرجة الرابعة) وأعضاء (من الدرجة الخامسة) على التوالي ولكن كلاهما مع MVO بعد المرشحين في 31 كانون الأول / ديسمبر من ذلك العام، أعلنت الملكة إليزابيث الثانية أن من هم في رتبة عضو (من الدرجة الرابعة) سيصبحون من الآن فصاعداً ملازمًا مع LVO بعد المرشحين.

## قائمة الضباط
الضباط الحاليون للنظام الملكي الفيكتوري هم كما يلي:
السيادية: الملكة إليزابيث الثانية، منذ عام 1952
جراند ماستر: آن، برينسيس رويال، منذ عام 2007
المستشار: وليام بيل، إيرل بيل الثالث، بصفته لورد تشامبرلين، منذ عام 2006
الأمين: السير آلان ريد، بصفته حارس محفظة الملكية، منذ عام 2002
المسجل: الملازم أول ستيفن سيجراف، سكرتير المكتب المركزي لأوامر الفارس.
القسيس: توماس وودهاوس، بصفته قسيسًا لملك الملكة سافوي، منذ عام 2019

## الشارات
عند القبول في النظام الملكي الفيكتوري، يحصل الأعضاء على شارات مختلفة للمنظمة، يتم تمثيل كل درجة بشعارات وأردية مختلفة شائعة بالنسبة لجميع الأعضاء هي الشارة، وهي عبارة عن صليب مالطي مع ميدالية مركزية تصور على خلفية حمراء السيف الملكي للملكة فيكتوريا محاطًا بحلقة زرقاء تحمل شعار النظام - فيكتوريا - ويعلوها تاج تيودورومع ذلك، هناك اختلافات في الشارة لكل درجة من درجات الترتيب: يرتدي فرسان وسيدات الصليب الكبير الشارة على وشاح يمتد من الكتف الأيمن إلى الورك الأيسر؛ قادة الفرسان يرتدون شارة على شريط في الرقبة. يرتدي القادة والملازمون والأعضاء الذكور الشارة من شريط على صدره الأيسر؛ والنساء في جميع الدرجات أسفل سيدة الصليب الكبير يلبسن الشارة على قوس مثبت على الكتف الأيسر. بالنسبة إلى فرسان وسيدات الصليب الكبير، القادة والملازمون، يتم وضع الصليب المالطي في مينا بيضاء مع حواف ذهبية، بينما يكون قائد الفرسان والسيدات باللون الفضي. علاوة على ذلك، يتغير حجم الشارة حسب الرتبة، حيث أنه بالنسبة للفئات العليا التي تكون أكبر حجمًا، فإن الفرسان والأجانب وقائد الفرسان والسيدات والصليب الكبير لها صليبان محاط بنجمة: بالنسبة للنجمة السابقة، نجمة فضية ذات ثمانية خانات، ولهذا الأخير، صليب مالطي ذو ثمانية خانات مع أشعة فضية بين كل ذراع. 
تحمل الميدالية دمية واسم الحاكم المسيطر في وقت منحها، وكذلك عبارة (بنعمة الله، الملكة (أو الملك)، المدافع عن الإيمان)، وعلى العكس، فإن الساير الملكي على درع الزينة داخل إكليل الغار. قد يتم منح البارات لكل فئة من الميداليات للحصول على مزيد من الخدمات، وفي حالة منح المستلمين مستوى أعلى من الميدالية أو تعيينهم على درجة من الترتيب نفسه، فيمكنهم الاستمرار في ارتداء ميداليتهم الأصلية إلى جانب الشارات الجديدة.
شريط الأمر أزرق مع شريط أحمر-أبيض-أحمر متفوقًا، والفرق الوحيد هو أنه بالنسبة للأجانب المعينين في المجتمع، فإن شريطهم يحمل شريطًا أبيض مركزيًا إضافيًا. بالنسبة إلى فرسان الصليب الكبير، يبلغ عرض الشريط 82.5 مم (3.25 بوصة)، ولسيدات الصليب الكبير 57.1 ملليمتر (2.25 بوصة)، وقائد الفرسان والسيدات 44.4 ملليمتر (1.75 بوصة)، ولجميع الأعضاء الآخرين 31.7 ملليمتر (1.25 بوصة). 
في المناسبات الرسمية، أو أيام الياقات، التي يوجد 34 منها على مدار العام، مثل عيد رأس السنة والاحتفالات الملكية، يرتدي
فرسان وسيدات الصليب الكبير طوق النظام الملكي الكتوري، الذي يتكون من سلسلة متناوبة من الذهب المثمن قطع تصور وردة ذهبية على حقل أزرق وإطارات مستطيلة من الذهب والتي تعد واحدة من أربع نقوش: فيكتوريا، بريت. ريج. (ملكة البريطانيين)، ديف. ا. وتدعم السلسلة ميدالية مثمنة أكبر بسطح مينا أزرق محمر باللون الأحمر وشحن بملح، وهو شكل من دمى الملكة فيكتوريا؛ أعضاء من النظام يعلقون من هذه الميدالية شاراتهم بصفتهم حامل شارة على الرغم من أنه بعد وفاة فارس أو سيدة جراند كروس، قد يتم الاحتفاظ بشاراتهم من قبل عائلاتهم، إلا أنه يجب إعادة ذوي الياقات البيضاء، كما يرتدي الفرسان وسيدات الصليب الكبير عباءة من الساتان الأزرق الداكن المصنوع من الساتان الأحمر وتصطف مع الساتان الأبيض، مع تمثيل لنجم النظام على الجانب الأيسر. 

## الكنيسة والجمعيات
منذ عام 1938، كانت كنيسة النظام الملكي الفيكتوري مصلى الملكة للسافوي في وسط لندن، إنجلترا ومع ذلك، نما عدد سكان النظام إلى درجة أن كنيسة سافوي لم تعد قادرة على استيعاب تجمع الأعضاء المحتجزين كل أربع سنوات، وأصبحت كنيسة القديس جورج في قلعة وندسور تعمل الآن في هذا الحدث. 
يتم تخصيص الأكشاك السيادية والفرسان والأندية الكبرى للأكشاك في جوقة كنيسة سافوي، وفي الجزء الخلفي من كل كشك يتم وضع صفيحة نحاسية تعرض اسم الراكب، شعار النبالة، وتاريخ الدخول إلى المنظمة. عند وفاة المقيم، يتم الاحتفاظ بالطبق، تاركًا الأكشاك مزينة بسجل لفرسان وسام الصليب الأحمر للطلب منذ عام 1938. لا توجد مساحة كافية في الكنيسة لعرض لافتات «الفرسان» و «السيدات» وغيرها من الأجهزة الشائنة. 
توجد الرابطة الملكية الفيكتورية الكندية لكل الكنديين المعينين في الأمر أو الذين حصلوا على الميدالية الفيكتورية الملكية؛ إنها المنظمة الوحيدة من نوعها في عالم الكومنولث أسسها مايكل جاكسون، وقد اجتمعت المجموعة، منذ عام 2008 كل سنتين . 

## الاهلية والتعيين
يتم منح العضوية في النظام الملكي الفيكتوري من قبل الملك الحاكم دون مشورة وزارية بشأن أولئك الذين يؤدون الخدمة الشخصية للملك، أي فرد من أفراد أسرته، أو أي من المحافظين. جميع المواطنين الأحياء في أي مجال من دول الكومنولث، بمن فيهم النساء منذ عام 1936، مؤهلون لأي من المستويات الخمسة من الترتيب، باستثناء الكنديين: حيث أن القبول في أعلى مستويين في المنظمة ينص على بادئة فخرية، لا يتم تعيين الكنديين عادة إلى هذه المستويات طالما التزمت الوزارة الكندية للملك بقرار نيكل لعام 1919
كما اعتبرها مجلس الوزراء الكندي شرفًا في هبة الملك، تم استئناف تعيين الكنديين للأمر في عام 1972 وتم تمديد أهلية لمن يقدمون الخدمات لممثلي الملوك في البلاد المسؤولون داخل مناطق المحافظات يجري ضمهم بعد عام 1984. في الأصل، اختارت الملكة المجندين نفسها، على الرغم من أن الحاكم العام لكندا والسكرتير الكندي للملكة يمكن أن يقدموا اقتراحات، بعضها أرسله إليهم المحافظون الملازمون. انتهت ممارسة إخطار رئيس وزراء كندا بالمرشحين في عام 1982، لإبعاد النظام عن السياسة قدر الإمكان.
تم الإبلاغ في عام 2008 عن رغبة بعض مستشاري الشرف في قاعة ريدو في الغاء النظام الفكتوري الملكي من نظام التكريم الكندي وفي بعض الأحيان التنافس عند تعيين كندي ؛ ومع ذلك، لم يتم التخطيط لإجراء تغييرات رسمية على الإطلاق. في كندا، أصبح النظام يطلق عليه العامية «ترتيب الزيارة الملكية»، حيث أن غالبية التعيينات يتم بواسطة السيادة خلال جولاتها في البلاد.[
سيتم قبول الأعضاء الأجانب عمومًا كأعضاء شرف في النظام الملكي الفيكتوري عندما تقوم الملكة بزيارة دولة لبلد الفرد أو يقوم رئيس دولة بزيارة دولة إلى المملكة المتحدة
تمت إزالة الأشخاص من النظام بناءً على أمر الملك. أنتوني بلونت، المساح السابق لصور الملكة، تم تجريده في عام 1979 من لقب فارس بعد أن تبين أنه كان جاسوسًا للاتحاد السوفيتي. أيضًا، فقد وليام بوتينجر، وهو موظف مدني كبير، في عام 1975 عضويته في كل من «وسام ذي باث» والنظام الملكي الفيكتوري عندما سجن بسبب تلقيه هدايا من المهندس المعماري جون بولسون.